# Bachana Arabuli
Bachana Arabuli (geo. ბაჩანა არაბული; Tbilisi, 5 gennaio 1994) è un calciatore georgiano, attaccante dell'Unirea Slobozia.

## Statistiche

### Cronologia presenze e reti in nazionale
| Cronologia completa delle presenze e delle reti in nazionale ― Georgia | Cronologia completa delle presenze e delle reti in nazionale ― Georgia | Cronologia completa delle presenze e delle reti in nazionale ― Georgia | Cronologia completa delle presenze e delle reti in nazionale ― Georgia | Cronologia completa delle presenze e delle reti in nazionale ― Georgia | Cronologia completa delle presenze e delle reti in nazionale ― Georgia | Cronologia completa delle presenze e delle reti in nazionale ― Georgia | Cronologia completa delle presenze e delle reti in nazionale ― Georgia |
| Data                                                                   | Città                                                                  | In casa                                                                | Risultato                                                              | Ospiti                                                                 | Competizione                                                           | Reti                                                                   | Note                                                                   |
| ---------------------------------------------------------------------- | ---------------------------------------------------------------------- | ---------------------------------------------------------------------- | ---------------------------------------------------------------------- | ---------------------------------------------------------------------- | ---------------------------------------------------------------------- | ---------------------------------------------------------------------- | ---------------------------------------------------------------------- |
| 23-1-2017                                                              | Dubai                                                                  | Uzbekistan                                                             | 2 – 2                                                                  | Georgia                                                                | Amichevole                                                             | -                                                                      | 57’                                                                    |
| 25-1-2017                                                              | Dubai                                                                  | Giordania                                                              | 1 – 0                                                                  | Georgia                                                                | Amichevole                                                             | -                                                                      | 46’                                                                    |
| 7-6-2017                                                               | Tbilisi                                                                | Georgia                                                                | 3 – 0                                                                  | Saint Kitts e Nevis                                                    | Amichevole                                                             | -                                                                      | 45’                                                                    |
| 24-3-2018                                                              | Tbilisi                                                                | Georgia                                                                | 4 – 0                                                                  | Lituania                                                               | Amichevole                                                             | -                                                                      | 73’                                                                    |
| 27-3-2018                                                              | Tbilisi                                                                | Georgia                                                                | 2 – 0                                                                  | Estonia                                                                | Amichevole                                                             | -                                                                      | 82’                                                                    |
| 15-11-2018                                                             | Andorra la Vella                                                       | Andorra                                                                | 1 – 1                                                                  | Georgia                                                                | UEFA Nations League 2018-2019 - 1º turno                               | -                                                                      | 78’                                                                    |
| 19-11-2019                                                             | Pola                                                                   | Croazia                                                                | 2 – 1                                                                  | Georgia                                                                | Amichevole                                                             | -                                                                      | 51’                                                                    |
| Totale                                                                 |                                                                        | Presenze                                                               | 7                                                                      |                                                                        | Reti                                                                   | 0                                                                      |                                                                        |

## Palmarès

### Club

#### Competizioni nazionali
- Supercoppa di Georgia: 1

Dinamo Tbilisi: 2015
- Coppa di Georgia: 1

Dinamo Tbilisi: 2015-2016
- Campionato georgiano: 2

Dinamo Tbilisi: 2015-2016
Samt'redia: 2016